# Stemma del Senegal
Lo stemma del Senegal è il simbolo araldico ufficiale del paese, adottato nel 1960. 

## Descrizione
Esso consiste in uno scudo partito con a sinistra un leone rampante in oro su campo rosso, simbolo di forza, e a destra un baobab (albero nazionale) su una fascia ondata su campo d'oro (il fiume che ha dato nome al paese). Lo scudo è sostenuto da due rami bianchi di palma e coronato da una stella verde. I rami sono trattenuti da un nastro che riporta il motto del paese: Un Peuple, Un But, Une Foi (in francese Un Popolo, Un Obiettivo, Una Fede, presente anche sullo stemma del Mali). In basso appare inoltre la decorazione dell'Ordine del Leone.

## Stemmi storici

Federazione del Mali 1959-1960
Stemma dal 1960-1965